# کریستوفر تی هیل
 کریستوفر تی هیل (انگلیسی: Christopher T. Hill؛ زاده ۱۹ ژوئن ۱۹۵۱) یک دانشمند اهل ایالات متحده آمریکا است.